# Litigios de Microsoft
Microsoft es una empresa de software propietario que ha estado involucrada en varios litigios. Existen opiniones que argumentan que la posición dominante en el mercado que ocupa Microsoft ha atraído el resentimiento de grandes grupos de personas por lo cual no se puede decir que las demandas estén necesariamente limitadas a los competidores de la empresa.

## Litigio Antimonopolio
En la década de 1990, Microsoft aprobó la concesión de licencias de exclusión en las que los fabricantes de PC estaban obligados a pagar por una licencia de MS-DOS, incluso cuando el sistema se entregaba con un sistema operativo alternativo. Los críticos alegaron también que Microsoft utiliza tácticas llamadas "predatorias de precios" con sus competidores en el mercado al hacer que parezca que los productos de la competencia no funcionan en su sistema operativo. En un decreto de consentimiento expedido el 15 de julio de 1994 , Microsoft aceptó un acuerdo en virtud del cual, entre otras cosas, la empresa no tendría la venta de sus sistemas operativos condicionada a la compra de cualquier otro producto de Microsoft.
Después de la creación del navegador web Internet Explorer en su sistema operativo Windows a finales de 1990 (sin necesidad de pagarlo) y la adquisición de una cuota dominante en el mercado de los navegadores web, se dio lugar al caso de defensa de "Estados Unidos contra Microsoft" interpuesta contra la empresa. En una serie de sentencias por el juez Thomas Pen Field Jackson, se encontró que la empresa violó su anterior decreto de consentimiento y abusó a través de monopolio en el mercado de sistemas operativos de escritorio. 
El juez dictaminó el monopolio de Bill Gates así: "Vistos en conjunto, son tres los principales hechos indican que Microsoft goza de poder de monopolio. En primer lugar, la cuota de Microsoft en el mercado de Intel compatible con sistemas operativos de PC es muy grande y estable. En segundo lugar, Microsoft es el dominante de la cuota de mercado de tal manera que está monopolizado con una alta barrera de acceso. En tercer lugar, y en gran medida como consecuencia de esa barrera, los clientes de Microsoft carecen de una alternativa comercialmente viable a Windows." (III.34) [ 4 ] 
- Datos: Q5977200